# Пепельный таракан
Пепельный таракан, или таракан-рак (лат. Nauphoeta cinerea) — вид тараканов.

## Взаимодействие с человеком
Синантропный вид, легко образующий «одичавшие» популяции в городских квартирах и подвалах. Очень часто культивируется в качестве кормового объекта для насекомоядных животных.

## Содержание в неволе
Nauphoeta cinerea является одной из наиболее популярных кормовых культур для ящериц, амфибий, пауков-птицеедов, домашних ежей благодаря своим компактным размерам, неприхотливости и высокой плодовитости. Содержание этих тараканов незатруднительно: достаточно обеспечить их подходящим субстратом и убежищем, в котором они будут размножаться; водой, фруктами или овощами, из сухих кормов отлично зарекомендовали себя овсяная крупа и гранулированный комбикорм для кроликов на основе травяной муки. В избежание каннибализма, некоторые заводчики рекомендуют давать сухой кошачий корм или отварную фасоль, горох, для восполнения недостатка белков. Крайне не рекомендуется давать тараканам в корм жирную пищу, так как это может стать причиной их гибели. При недостатке еды поедают любой источник целлюлозы, будь то бумага или яичный лоток, поскольку в кишечнике тараканов обитают бактерии-симбионты, благодаря чему они могут утилизировать целлюлозу.
При содержании этого вида, как и большинства других видов тараканов, следует помнить, что их выделения могут спровоцировать аллергическую реакцию, особенно выраженную при попадании на слизистые оболочки. Во избежание побегов садок обязательно должен быть смазан полоской вазелина шириной не менее 5 см, состояние которой периодически следует проверять. Учитывая, что тараканам необходимо большое количество влажных кормов, вентиляция в садке должна быть максимальной (в идеале — сетчатая крышка на всю площадь садка).